# Tamale Metropolitan District
Der Tamale Metropolitan Distrikt ist ein Distrikt der Northern Region im Norden Ghanas zur Verwaltung der Stadt Tamale. Der Distrikt ist der einzige der Region, der überwiegend urbanen Charakter hat.

## Bevölkerung
84 % der Bevölkerung hängen dem Islam an, 9 % dem katholischen Christentum. Daneben gibt es protestantische Christen, einschließlich Adventisten, sowie Anhänger traditioneller Religionen.

## Ortschaften im Distrikt
- Kakpayili (Kapayili)
- Kanvilli
- Shishegu
- Gurugu
- Vitting
- Jisonayili
- Zagyuli
- Kukuo
- Gbambaya
- Yong Dakpiemyili
- Kamina Barracks
- Nakpanzuo
- Maleshegu
- Zujung
- Yilonayili
- Dungu
- Barwa Barracks
- Katariga
- Kogni